# Manhattan Beach (Minnesota)
Manhattan Beach es una ciudad ubicada en el condado de Crow Wing en el estado estadounidense de Minnesota. En el Censo de 2010 tenía una población de 57 habitantes y una densidad poblacional de 12,29 personas por km².

## Geografía
Manhattan Beach se encuentra ubicada en las coordenadas 46°44′8″N 94°8′37″O / 46.73556, -94.14361. Según la Oficina del Censo de los Estados Unidos, Manhattan Beach tiene una superficie total de 4.64 km², de la cual 3.93 km² corresponden a tierra firme y (15.25%) 0.71 km² es agua.

## Demografía
Según el censo de 2010, había 57 personas residiendo en Manhattan Beach. La densidad de población era de 12,29 hab./km². De los 57 habitantes, Manhattan Beach estaba compuesto por el 98.25% blancos, el 0% eran afroamericanos, el 1.75% eran amerindios, el 0% eran asiáticos, el 0% eran isleños del Pacífico, el 0% eran de otras razas y el 0% pertenecían a dos o más razas. Del total de la población el 1.75% eran hispanos o latinos de cualquier raza.